# السليل الأعلى (القريشية)

تعديل مصدري - تعديل

السليل الأعلى هي إحدى قرى عزلة قيفه آل محن يزيد بمديرية القريشية التابعة لمحافظة البيضاء، بلغ تعداد سكانها 662 نسمة حسب تعداد اليمن لعام 2004.